# Sassuolo
Sassuolo é uma comuna italiana da região da Emília-Romanha, província de Modena, com cerca de 37.217 habitantes. Estende-se por uma área de 38 km², tendo uma densidade populacional de 979 hab/km². Faz fronteira com Casalgrande (RE), Castellarano (RE), Fiorano Modenese, Formigine, Prignano sulla Secchia, Serramazzoni.

## Demografia
| Variação demográfica do município entre 1861 e 2011                               |
|                                                                                   |
| Fonte: Istituto Nazionale di Statistica (ISTAT) - Elaboração gráfica da Wikipedia |